# Епишковы
Епишковы — дворянский род, связанный с Тульской и Владимирской губернией.
Происходит из Новгорода, известен с XVI в.

## Тульские Епишковы
Родовым имением было сельцо Епишково Алексинского уезда Тульской губернии. Записано за помещиками Епишковыми в писцовой книге 1628 г., а также в писцовой книге 1678 г. и 1685 г..
Также Епишковым принадлежали (большей частью частично) по состоянию на начало XVIII в. деревни Брагино и Обловка — обе Калужского уезда, Ушаково и Шутилово в Конинском стане Алексинского уезда, Плоское в том же уезде, Ильинское (Маклец) в Богородицком уезде, ряд деревень в Епифанском уезде, Басово, Островки и Нефедово в Тульском уезде Тульской губернии, Алферово в Серпуховском уезде Московской губернии, Круглинка в Задонском уезде Воронежской губернии, и ряд других.
В начале XVIII в. Епишковы утрачивают Брагино в Калужском, Ушаково и Шутилово в Алексинском уезде, Островки в Тульском уезде. Во второй половине XVIII в. утрачивают Ильинское Богородицкого уезда (часть продают, часть уходит вышедшей замуж наследнице рода), однако приобретают часть крестьян в с. Лыткино Алексинского уезда и переселяют их в родовое сельцо Епишково. В начале XIX в. им также принадлежит часть соседней с Епишковым деревни Суриново.
В XIX в. род приходит в упадок, имения делятся между многочисленными потомками или продаются. Князь Г. Е. Львов писал в «Воспоминаниях» о помещиках Алексинского уезда:
Помещики — их очень было много, но большинство из них не удержались на местах, разорились, пораспродали свои имения или спустились до крестьянского уровня. Под самым г. Алексиным есть деревня Епишково — как она образовалась не знаю, но вся она дворянская. Нынешние мужики, все они были в свое время дворянами [Прим. Речь идёт не вообще о крестьянах Алексинского уезда, а конкретно о роде Епишковых и подобных им дворянских родах]. Время, когда помещики жили свободно, разъезжали друг к другу, гащивали друг у друга неделями, съезжались на праздники и балы, я едва помню. По мере того как они оскудевали, они жили все замкнутее, закапывались в свои хозяйства и просто исчезали. В 60-х годах на очередные уездные Дворянские собрания съезжалось более 100 человек, а в последние годы на выборы едва набиралось два десятка голосов с доверенностями.
Отец революционера С. Г. Нечаева был незаконнорожденным потомком одного из Епишковых.

## Владимирские Епишковы
Владимирская ветвь в XVIII в. пресеклась в связи с отсутствием потомков мужского пола.